# مركز أبحاث الثروة السمكية بجدة
مركز أبحاث الثروة السمكية بجدة هو مركز يهتم بالبحث والتطوير في مجال الثروة السمكية بمدينة جدة في المملكة العربية السعودية.السلام عليكم ورحمه الله تعالي وبركاته
بسم الله الرحمن الرحيم 
انا اسمي محمد حسني 
مقيم في المملكه العربيه السعوديه 
دام عزها ورعا سموها وولي عهده بالعز والفخر 
والصحه والعافيه يارب العالمين 
اما بعد انا عندي مشروع انشاء مزارع سمكيه 
مناسبه وزو عائد وفير بالنسه لها والمشروع قائم 
علي انشاء احواض سمكيه بدون تكاليف باهظه 
الثمن لان الحواض جاهزه تماما لاستخدام 
وهي عباره عن الاماكن الموجود في جميع انحاء 
المملكه وهي مجري مياه الامطار الموجود 
او بمعني الترع المفحوته حاليا وغير مستخدمه 

## النشأة
تأسس مركز أبحاث الثروة السمكية بجدة عام 1982م، تحت اتفاقية التعاون بين حكومة المملكة العربية السعودية ومنظمة الأغذية والزراعة التابعة للأمم المتحدة.

## الموقع
تأسس المركز في منطقة واقعة على مسافة 60كم شمال مدينة جدة، ليكون موقع ملائم لتأسيس نماذج تطبيقية لنظم تربية مختلفة كالأقفاص، المسيجات والبرك، علاوة على غيرها من المرافق الملحقة.

## الأهداف
- يهدف المركز على برامج البحوث والتطوير في مجال تربية الأحياء المائية البحرية الملائمة للإستزراع من الأسماك والربيان.[2]
- نشر التطبيقات التقنية للاستزراع المائي .
- وتقديم البرامج التدريبية.

## الرؤية والرسالة
يسعى المركز بحلول عام 2030م ليكون صاحب الريادة لقطاع الأبحاث التطبيقية في مجال الاستزراع المائي لتعزيز المعرفة والازدهار الاقتصادي والتنمية المستدامة في المملكة العربية السعودية، وذلك بتطوير ونشر واستخدام أفضل العلوم التقنية والمعرفة والابتكار لتنمية صناعة زراعة الأحياء المائية.

## المهام
- ينفذ المركز البرامج البحثية القائمة على تحديد الأنواع الاقتصادية من الأسماك الزعنفية البحرية والربيان والملائمة.[3]
- للتربية والإنتاج على المستوى التجاري تحت الظروف البيئية المحلية للمملكة العربية السعودية.
- يقوم المركز بتقييم الوسائل المختلفة لأنظمة الاستزراع السمكية لتطبيقها في مناطق أخرى.
- يسعى المركز لتطوير تراكيب علفية قياسية للأسماك والربيان باستخدام مكونات متوفرة محلياً.
- إجراء البحوث والدراسات الميدانية في مجال الأمراض للأنواع المستزرعة من الأسماك والربيان.
- متابعة ضبط جودة مياه صرف التربية للمزارع السمكية.
- تنفيذ البرامج التدريبية المشتملة لمختلف جوانب عمليات تربية الأحياء المائية.
- تزويد قطاع مشاريع الاستزراع السمكي باحتياجاتها من يرقات وإصبعيات الأسماك والربيان.
- نشر وتوزيع الكتيبات الإرشادية المجانية المشتملة على جميع التقنيات التشغيلية وتقديم الإرشار الفني لمشاريع الإستزراع المائي.
- اختيار المواقع الساحلية الملائمة لمشاريع تربية الأحياء المائية.
- توفير المراجع في المكتبة التي تساعد في عمليات تربية الأحياء المائية.[2]

## دراسات وتقارير وبحوث
- تقنية البيوفلوك لزراعة أحياء مائية مستدامة وآمنة حيويا في مرافق أرضية
- استزراع القاروص الآسيوي
- مرض الفقاعات الغازية
- تفريخ وتربية أسماك الهامور
- إمكانية إنتاج الهامور المهجن
- عمليات تربية الأحياء المائية في أقفاص عائمة من البولي إيثيلين عالي الكثافة